# Sky Police
Sky Police é o décimo sexto episódio da vigésima sexta temporada do seriado de animação de comédia de situação The Simpsons, sendo exibido originalmente na noite de 8 de Março de 2015 pela Fox Broadcasting Company (FOX) nos Estados Unidos.

## Enredo
O chefe Wiggum recebe erroneamente um propulsor a jato de uso militar, que ele aceita alegremente. Mais tarde, ele é procurado por um general que originalmente comprou o propulsor e recebeu seu pedido de uma saia para cama box. O chefe Wiggum tenta escapar, mas é abatido pelos soldados que acompanhavam o general. No entanto, o propulsor continua voando e colide com a igreja de Springfield. Os fiéis, liderados por Marge, decidem recorrer a jogos de cartas usando os métodos de contagem ensinados por Apu, a fim de arrecadar dinheiro para pagar os reparos da igreja. Marge então segue para o cassino com Sideshow Mel, Ned, Agnes Skinner e Reverendo Lovejoy e sua esposa Helen. Eles ganham dinheiro suficiente para a igreja, mas Homer descobre e vai à procura de Marge no cassino.
O cassino reconhece que Homer é esposo de Marge, e então o mantém como refém em troca do retorno do dinheiro ganho. Entretanto, o Reverendo Lovejoy  já entregou o dinheiro ao empreiteiro, que ri da ideia de devolvê-lo. Homer questiona os funcionários do cassino, perguntando por que eles querem o dinheiro de volta já que a contagem de cartas não é algo ilegal e há trapaça em muitos esportes. Os bandidos que o seguravam, incapazes de encontrar uma resposta, calaram-no colocando a  sua cabeça em um torno.
Marge reza no meio do cassino, o que atrai uma enorme multidão. O cassino deixa Homer ir porque Marge estava causando uma "perturbação" que prejudicou os negócios. O dono diz que eles podem até mesmo manter o dinheiro que ganharam, mas são proibidos de entrar no cassino novamente. Homer se recusa e exige que o cassino pare de tratar as pessoas que contam cartas como se estivessem trapaceando, quando tudo o que estão fazendo é seguir as regras. Ele é então expulso por um robô.

## Recepção

### Audiência
De acordo com o instituto de medição de audiências Nielsen Ratings o episódio foi visto em sua exibição original por 3,79 milhões de pessoas, recebendo uma quota de 1,6/5 na demográfica de idades 18-49. O show foi o terceiro mais visto da FOX naquela noite, perdendo para The Last Man on Earth(4,35 milhões) e Stewie is Enciente, episódio de Family Guy(3,98 milhões).

### Avaliação Crítica
Dennis Perkins, do The A.V. Club, deu ao episódio uma classificação B-, e disse que "este é mais um exemplo deprimente do show vai para ambos, risos preguiçosos ao invés de encontrar algo inesperado em uma premissa piada do episódio. Em vez disso, o Chefe Wiggum recebe um jet ski.

## Ligações Externas
- "Sky Police" (em inglês) no IMDb